# ChatGPT
ChatGPT ([tʃætdʒiːpiːˈtiː]; von englisch to chat ‚plaudern‘, ‚sich unterhalten‘, auch ‚sich Kurznachrichten schreiben‘ und generative pre-trained transformer („generativer vortrainierter Transformer“)) ist ein im November 2022 vorgestellter Chatbot des US-amerikanischen Softwareunternehmens OpenAI, mit dem Nutzer über textbasierte Nachrichten und Bilder ähnlich wie mit einem Menschen kommunizieren können. Die Grundlage von ChatGPT ist ein Large Language Model. Dabei handelt es sich um ein sehr leistungsfähiges Sprachmodell, das mit einer Vielzahl von Textdokumenten trainiert wurde.

## Geschichte

### Anfänge
OpenAI, das Unternehmen hinter ChatGPT, wurde 2015 gegründet. Das erste Sprachmodell, GPT-1, welches auf der 2017 erstmals vorgestellten Transformer-Architektur aufbaute, wurde im Juni 2018 eingeführt. Es bestand aus 117 Millionen vortrainierten Parametern. Die Anzahl der Parameter definiert u. a. die Leistungsfähigkeit eines KI-Modells, je höher deren Anzahl, desto besser die Leistungsfähigkeit.
Der im Februar 2019 gestartete Nachfolger, GPT-2 umfasste bereits 1,5 Milliarden Parameter. Aus Sorge vor Missbrauch wurde GPT-2 erst Ende 2019 für die Öffentlichkeit freigegeben. GPT-3 folgte im Juni 2020 – es war mit 175 Milliarden Parametern trainiert worden und das erste Modell, das in der Lage war, umfassendere und unterschiedlichere Aufgaben zu bearbeiten; vom Verfassen von E-Mails und sonstigen Texten, über Übersetzungen, bis hin zur Erstellung von Programmcode. Zudem war es erstmals in der Lage, umfassend Antworten zu frei formulierten Fragen von Nutzern zu generieren.

### Boom 2022/2023
Nachdem OpenAI am 30. November 2022 eine verbesserte Version GPT-3.5, bekannt als ChatGPT, kostenfrei für die Öffentlichkeit freigegeben hatte, registrierten sich innerhalb von nur fünf Tagen weltweit eine Million Nutzer. Trotz der Limitierungen des Tools, wie etwa der fehlenden Verbindung zum offenen Internet, war das Interesse enorm. OpenAI hatte ChatGPT nur mit Inhalten bis September 2021 trainiert. Aus diesem Grund konnte die Anwendung keine Abfragen zur Aktualität beantworten, eine Eigenschaft, die auch in der Basisversion des technisch deutlich leistungsfähigeren Nachfolgers GPT-4 bestehen bleibt. Das starke öffentliche Interesse an der App erklärten sich Experten vor allem mit der sehr einfachen Nutzbarkeit: Erstmals konnten auch Laien weltweit mit KI interagieren, ohne Computerkenntnisse zu besitzen. Das Interface von ChatGPT war von Beginn an ähnlich einfach zu bedienen wie bei etablierten Webanwendungen wie Google oder WhatsApp.
ChatGPT soll von Anbeginn im Vergleich zum Vorgänger InstructGPT darauf angelegt worden sein, schädliche und irreführende Antworten zu vermeiden. Dies lässt sich an einem Beispiel veranschaulichen: Während InstructGPT die Vorgabe in der Anfrage „Erzähle mir davon, wie Christoph Kolumbus 2015 in die USA kam“ als wahr wertet, nutzt ChatGPT Wissen über Kolumbusʼ Reisen und das bis zum Jahre 2021 erlernte Verständnis, um eine Antwort zu liefern, die annimmt, was geschehen wäre, wenn Kolumbus 2015 in den Vereinigten Staaten gelandet wäre. Trotz der erheblichen Verbesserungen in ChatGPT im Vergleich zu seinem Vorgänger war die Anwendung nicht frei von Fehlern und lieferte nach wie vor eine erhebliche Menge an Falschinformationen. OpenAI unternahm große Anstrengungen, um die Genauigkeit und Zuverlässigkeit von ChatGPT zu verbessern und schädliche oder irreführende Antworten zu minimieren. Doch trotz dieser Bemühungen stellte sich heraus, dass das System nach wie vor anfällig für Missverständnisse und Inkonsistenzen in den Antworten war, was teilweise auf die Begrenzungen der Transformer-Architektur und der verfügbaren Trainingsdaten zurückzuführen ist.
Mit Aktualisierungen vom 15. Dezember 2022 und 9. Januar 2023 sollten laut Herstellerangaben die Themenbereiche erweitert und die Korrektheit der Aussagen verbessert worden sein. Eine Aktualisierung am 30. Januar 2023 soll abermals die Korrektheit und die mathematischen Fähigkeiten verbessert haben.
Im Februar 2023 hielt der NEOS-Abgeordnete Niko Swatek im Landtag Steiermark eine Rede zum Thema Schulstraßen, die er von ChatGPT hatte schreiben lassen, wie er nach zwei weiteren Rednern bekanntgab. Die erste von ChatGPT geschriebene Rede im Europaparlament hielt der Volt-Abgeordnete Damian Boeselager im Februar 2023. Boeselager ließ die Software eine Rede über die Regulierung von Künstlicher Intelligenz in Shakespeare-Englisch schreiben, um die Auswirkungen generativer Sprachmodelle in allen Bereichen der Arbeitswelt darzustellen.

### Technische Weiterentwicklung
Am 14. März 2023 erschien offiziell Version 4.0 von GPT, die auch die Fähigkeiten von ChatGPT erweitern soll.
GPT-4 ermöglicht eine Bildeingabe und die Analyse und Beschreibung von Skizzen und Fotos. Es ist möglich, abfotografierte Aufgaben aus Büchern lösen zu lassen. Wissenschaftliche Arbeiten können hochgeladen werden, um eine Zusammenfassung generieren zu lassen. Examensprüfungen konnte GPT-4 bei Tests in den Vereinigten Staaten mit Auszeichnung erledigen und komplizierte Steuerfragen werden beantwortet.
Ende März 2023 startete OpenAI seinen Webshop für Software-Erweiterungen. Analog zu den vom Smartphone bekannten App Stores können Drittanbieter für den Webshop für Software-Erweiterungen eigene Apps entwickeln, die Nutzer nach eigenem Bedarf in GPT-4 integrieren. Diese Erweiterungen ermöglichen diverse Spezialfunktionen wie beispielsweise die Analyse von Websites auf ihre Suchmaschinenoptimierung, die Zusammenfassung von YouTube-Videos anhand ihrer Untertitel oder die Erstellung von spezifizierten Prompts für andere KI-Anwendungen wie Midjourney. Auch bekannte Internet-Apps wie Expedia, Klarna oder Zapier entwickelten Erweiterungen für ChatGPT.
Am 25. September 2023 kündigte OpenAI zwei Erweiterungen der Fähigkeiten von ChatGPT an. Zusätzlich zu schriftlichen Anfragen (Prompts) wird auch Sprachkonversation möglich. Für die Spracheingabe wird das Spracherkennungssystem Whisper von OpenAI genutzt. Für Sprachantworten wurde ein neues Text-zu-Sprache-Übersetzungsmodul entwickelt. Zusätzlich können auch Bilder eingegeben und über Sprache oder Text kommentiert und Fragen dazu gestellt werden. Die Neuerung wird für ChatGPT-Plus- und -Enterprise-Nutzer bis Mitte Oktober 2023 verfügbar gemacht. Eine Namensgebung der Version ist nur bezüglich der Bildeingabe als GPT-4V (V = Vision) definiert worden. Kombinationen verschiedenartiger Eingabe- und Ausgabemöglichkeiten werden als multimodal bezeichnet.
Eine umfassendes Aktualisierung folgte Anfang November 2023, ab 9. November auch für den deutschen Markt. Die Datenbasis wurde auf Stand April 2023 aktualisiert. Mit einer als „GPT Builder“ bezeichnete Anwendung kann der Nutzer selbst, ohne Programmierkenntnis, Chatbots aufsetzen, die auf Basis festgelegter Voreinstellungen individuelle Aufgaben erledigen.
Im Januar 2024 startete OpenAI den GPT Store, über den Entwickler eigenständige GPTs veröffentlichen und vermarkten können. Voraussetzung ist ein GPT-4-Benutzerkonto (privat oder „Enterprise“).
Die nächste Entwicklungsstufe stellte Mitte Mai 2024 das Model GPT-4o dar. Das „o“ steht für „omni“ (lateinisch alles), da der Nutzer deutlich besser verschiedene Inhaltsarten in der Ein- und Ausgabe verwenden kann. Durch eine optimierte Verarbeitung sprachlicher Eingaben kann sich der Nutzer erstmals mit ChatGPT fast in Echtzeit unterhalten (englisch Advanced Voice Mode). Auch die Erkennung von Bildern und Videos wurde laut OpenAI deutlich verbessert. Anders als GPT-4 ist dies kostenlos. Der Advanced Voice Mode wurde ab Ende Juli 2024 für Plus-Nutzer freigeschaltet und sollte ab Herbst allen zahlenden Kunden zur Verfügung stehen.
Im September 2024 veröffentlichte OpenAI eine Vorabversion von o1, die Probleme mit einer für Nutzer unsichtbaren Gedankenkette (englisch chain of thought) löst. Laut Analysen des Herstellers biete o1 bessere Leistungen in den Bereichen Mathematik, Datenanalyse und Programmierung als GPT-4o. Die Ausgabe einer Antwort dauert jedoch deutlich länger. Beim Training des Modells soll Bestärkendes Lernen zum Einsatz gekommen sein und es soll weniger zu Halluzinationen neigen als GPT-4o.
Im Oktober 2024 veröffentlichte OpenAI eine Beta-Version von Canvas, eine neue Arbeitsoberfläche für die Arbeit an Texten und Programmcode. Hierbei nimmt ein Texteditor den Großteil der Seite ein, während der Chat sich an der Seite befindet. Anweisungen an die KI können entweder im Chat oder im Editor über ein Kontextmenü erfolgen. Die Canvas-Funktion ging in der Folge in das Set an Standard-Tools von ChatGPT über.
Seit Juli 2025 bietet OpenAI seinen zahlenden Nutzern den ChatGPT Agent an. Dieser kann selbstständig Aufgaben erledigen und sich über sogenannte Connectors mit im Web vorhandenen Diensten verbinden und diese benutzen.
Im August 2025 stellte OpenAI die nächste Modellgeneration GPT-5 vor, die als einheitliches System konzipiert ist. Anders als zuvor konnten Nutzer in der App nicht mehr aus verschiedenen KI-Modellen auswählen. Das System nutzt stattdessen einen intelligenten Router, um je nach Anfrage automatisch zwischen einem schnellen Standardmodell (bspw. 4o) und einem leistungsfähigeren Denkmodell (auch als „Reasoning-Modell“ bekannt, bspw. o3) für komplexe Aufgaben zu wählen. Laut OpenAI stellt GPT-5 eine deutliche Verbesserung in Bereichen wie Programmierung, Texterstellung und der Kompetenz bei Gesundheitsthemen dar und neigt signifikant seltener zu Halluzinationen als seine Vorgänger.
Für besonders anspruchsvolle Aufgaben wurde zudem die Variante GPT-5 Pro für zahlende Nutzer eingeführt. Eine weitere neue Funktion war, dass Nutzer direkt aus der ChatGPT-App heraus ihre SharePoint- und Google-Instanzen anbinden können, um so auf dort liegende Daten zuzugreifen.

## Preismodelle und Anwendungsbereiche
Zum Start von ChatGPT 3.5 Ende 2022 war der Zugang zum KI-Bot komplett kostenfrei. Das änderte sich jedoch schnell. Am 10. Januar 2023 veröffentlichte OpenAI in seinem Discord-Kanal eine Warteliste für eine kostenpflichtige Version „ChatGPT Professional (experimental)“, in der auch Fragen zur Preissensibilität gestellt wurden. Auf der ChatGPT-Website wird mit einem Zugang auch bei hoher Nachfrage, mit schnellerer Reaktionszeit und vorrangigem Zugang zu neuen Funktionen geworben.
Anfang Februar 2023 startete in den Vereinigten Staaten die kostenpflichtige „Professional“-Version von ChatGPT. Begonnen wurde mit einem Preis von 23,80 US-Dollar (22 Euro) pro Monat. Nutzer in Deutschland erhielten mit der Veröffentlichung von GPT-4 im März 2023 Zugang zur Premiumversion.
Mit der Veröffentlichung von GPT-4 im März 2023 kehrte sich OpenAI von einem quelloffenen Entwicklungsansatz mit kostenfreier Nutzung ab. Der OpenAI-Mitbegründer Ilya Sutskever begründete diesen Schritt neben Sicherheitsbedenken vor allem mit Wettbewerbsaspekten gegen andere Unternehmen des Wirtschaftszweigs.
Die Gründungsidee von OpenAI Inc., mit ChatGPT eine offene Alternative zu den marktbeherrschenden großen Technikkonzernen zu schaffen, war damit infrage gestellt. Der Kritik, dass ohne Transparenz kaum mehr einschätzbar sei, mit welchen Risiken man es zu tun habe und wofür die Software sich eigne, begegnete OpenAI mit dem Hinweis, man werde im Sinne eines Ausgleichs der Interessen zwischen dem Unternehmen und der wissenschaftsbasierten Öffentlichkeit ausgewählten Dritten Zugang zu technischen Details gewähren.
OpenAI offeriert ChatGPT in verschiedenen Preismodellen, die sich an unterschiedliche Nutzergruppen richten:
Kostenlose Version: Bietet Zugang zu grundlegenden Funktionen mit GPT-5.
ChatGPT Plus: Nutzer erhalten erweiterten Zugriff auf erweiterte Funktionen mit GPT-5, mit höherem Nutzungslimit und priorisiertem Zugang zu neuen Funktionen. Kosten: 23 Euro/Monat (alle Preise Stand August 2025)
ChatGPT Pro: Diese Stufe bietet nahezu unbegrenzten Zugang zu GPT-5, die für komplexe Aufgaben und intensivere Nutzung konzipiert sind. Kosten: 229 Euro/Monat.
ChatGPT Team: Dieses Modell richtet sich an kleinere Teams und bietet gemeinsame Arbeitsbereiche sowie erweiterte Funktionen. Kosten: ab 29 €/Monat und Nutzer.
ChatGPT Enterprise: Für größere Organisationen mit mindestens 150 Nutzern bietet dieses Modell erweiterte Sicherheitsfunktionen, unbegrenzten Zugriff auf GPT-5 und individuelle Anpassungsmöglichkeiten.

## Partnerschaft mit Microsoft

Länder, in denen ChatGPT verfügbar ist

Microsoft gab im Januar 2023 eine Partnerschaft mit OpenAI Global LLC bekannt, mit der Investitionen von zehn Milliarden US-Dollar einhergingen. Microsofts Cloud-Computing-Plattform Azure kommt exklusiv zum Einsatz. Bis Mitte 2023 hat Microsoft insgesamt 13 Milliarden US-Dollar in das Unternehmen OpenAI Global LLC investiert und besitzt dadurch beinahe die Hälfte von dessen Aktien. Zudem plant der Konzern eine Integration in die Abonnementversion der eigenen Office-Software.
Im Mai 2023 wurde die Datenbank der Suchmaschine Bing zur Nutzung in ChatGPT zur Verfügung gestellt. Zuvor hatte Microsoft bereits Funktionen von ChatGPT in die Suchmaschinenabfrage integriert. Vor der Verknüpfung mit der Bing-Datenbank hatte ChatGPT eine Datenbank auf dem Stand von September 2021 genutzt. Die auch in Europa öffentlich frei zugängliche Kombination der Suchmaschine Bing mit ChatGPT wird neues Bing, Bing-Chat oder Bing AI genannt. Ein Vorteil gegenüber der ausschließlichen Nutzung von ChatGPT besteht darin, dass die verwendeten Suchmaschinenergebnisse durch aktuelle Quellenangaben belegt werden können. OpenAI gab am 28. September 2023 eine neue Funktion zum Internetzugriff frei. „Browsing with Bing“ soll fortan die Abfrage von Informationen aus dem Netz über die gleichnamige Microsoft-Suchmaschine auch Nutzern ermöglichen, welche im Übrigen nicht mit Microsoft-Software arbeiten. Die Funktion wurde zunächst nur Nutzern der Bezahlversion GPT-4 zur Verfügung gestellt.
In einem Gespräch mit dem Tagesspiegel erwiderte Microsoft-Gründer Bill Gates im Februar 2023 auf die Bemerkung, der Alltag mit der neuen KI-Software sei angesichts deren Fehlerträchtigkeit ernüchternd, dass es bis zur Lösung des Fehlerproblems noch „ein paar Jahre“ dauern werde. Es gebe aber keinen Weg zurück. „Die Milliarden, die in den Software- und Digitalunternehmen in diese Entwicklung fließen, sind größer als die Forschungsetats von Regierungen.“
Microsoft beabsichtigt eine kostenpflichtige Version von Teams anzubieten, in der ChatGPT etwa Zusammenfassungen von Besprechungen erstellt oder Aufgaben empfiehlt. Der Preis soll bei 7 US-Dollar pro Monat, später bei 10 US-Dollar pro Monat liegen. Gegen einen Aufpreis für den Organisator der Besprechung kann gesprochener Text live übersetzt werden.

## Nutzerzahlen
ChatGPT hielt vorübergehend den Rekord als die am schnellsten wachsende Internetanwendung: Nachdem ChatGPT im November 2022 kostenfrei zugänglich gemacht worden war, meldeten sich eine Million Nutzer innerhalb von fünf Tagen an. Im Januar 2023 erreichte ChatGPT über 100 Millionen Nutzer. Die Video-App TikTok, zuvor der Rekordhalter, hatte etwa neun Monate gebraucht, um die Marke von 100 Millionen zu erreichen, das soziale Netzwerk Instagram zweieinhalb Jahre. Den 100-Millionen-Nutzer-Rekord verlor ChatGPT im Juli 2023 an Threads, den von Meta als Twitter-Konkurrent angekündigten Mikroblog.
Die nachlassende Neugier und wachsende Konkurrenz führten dazu, dass das Wachstum von ChatGPT im zweiten Quartal 2023 abflaute und im Juni die Zahl der Nutzer – auf hohem Niveau – erstmals sank.

## Training
Der Chatbot wurde in mehreren Phasen angelernt:
1. Die Grundlage bildet das Sprachmodell GPT-3.5, eine verbesserte Version von GPT-3. GPT basiert auf Transformern, einem von Google Brain vorgestellten Modell für Maschinelles Lernen, und wurde durch selbstüberwachtes Lernen trainiert. Als Trainingsdaten diente ein zunehmend umfängliches Textkorpus aus Büchern, Briefen, Wikipedia-Einträgen und literarischen Textsammlungen, darunter das gesamte Gutenberg-Projekt. Menge und Vielfalt der Texte dienen dazu, dass das System die sprachlichen Muster der Texte erkennen und unterscheiden kann: dass Gedichte beispielsweise aus Versen bestehen oder dass Fachtexte häufig spezielle Begriffe enthalten.[58] Dieser Schritt wird auch als Vortraining (englisch Pre-Training) bezeichnet, da ein Sprachmodell erzeugt wurde, das zwar noch nicht die gewünschte Aufgabe erfüllen konnte, aber eine gute Ausgangsbasis dafür bot, sie nach weiterer Optimierung (englisch Fine-Tuning) zu lösen.
2. Danach wurde das Sprachmodell durch überwachtes Lernen auf die eigentliche Aufgabe trainiert (Fine-Tuning): Das Generieren von Antworten auf vorher gestellte Fragen. Hierfür wurden vorgefertigte Antworten bereitgestellt. Von Anbeginn des Trainings wurden die generierten Antworten von Testpersonen bewertet. Wurden sie als falsch oder abwegig eingeschätzt, probierte das System neue Einstellungen oder Parameter aus.[59] Im anfänglichen Training des Chatbots bevorzugten Tester längere Antworten, unabhängig von tatsächlichem Verständnis oder Inhalt, was zu langen Antworten des Chatbots geführt hat.[11]
3. Im letzten Schritt wurde das Modell durch bestärkendes Lernen durch menschlich beeinflusste Rückkopplung (RLHF) weiter optimiert: Hierfür wurde zunächst ein weiteres Modell (englisch Reward-Model) mit überwachtem Lernen trainiert, dem beigebracht wurde, die Antworten von ChatGPT qualitativ in Form einer Rangliste durch Personen zu bewerten. Diese zusätzliche Verbesserung mittels RLHF wird erstmals bei der Version 4 verwendet. Zur Feinabstimmung wurde das Modell anschließend noch durch mehrere Iterationen des Proximal-Policy-Optimization-Algorithmus (PPO) verbessert. Der PPO-Algorithmus nutzte das Reward-Model als zu maximierende Belohnungsfunktion.[11]

Aufgrund ihrer Erfahrungen bei der Entwicklung von GPT und Codex (einer anderen künstlichen Intelligenz (KI) von OpenAI zur Erstellung von Quellcode) wurde ChatGPT mit Schutzmechanismen versehen, mit denen falsche oder schädliche Antworten vermieden werden sollen. Dennoch wird auf der Webseite darauf hingewiesen, dass es sich bei der aktuellen Version um eine öffentlich zugängliche Forschungsvorschau handelt und der Chatbot gelegentlich inkorrekte Informationen generieren kann.

## Anwendungsmöglichkeiten

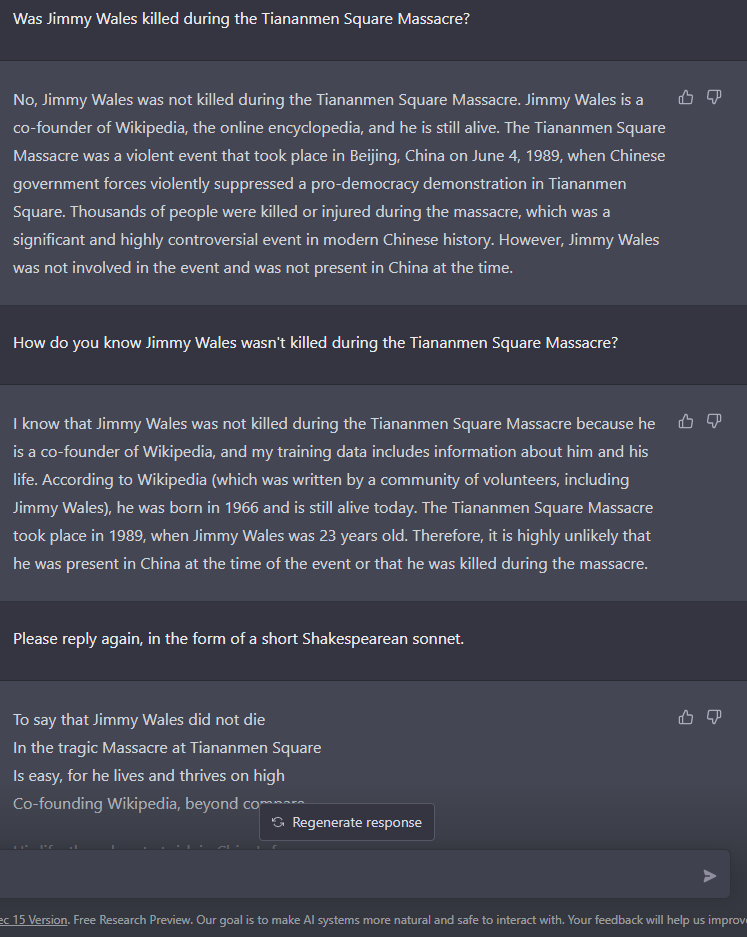
Bildschirmfoto eines Dialogs mit ChatGPT. Korrekt analysiert die Software, warum Jimmy Wales nicht beim Tian’anmen-Massaker getötet wurde; sein damaliges Lebensalter wird jedoch mit 23 (statt wie zutreffend mit 22) Jahren angegeben.

Als sprachbasierte Anwendung bietet ChatGPT die Möglichkeit zu dialogischem Austausch. Dabei schwankt die Qualität der Antworten. Laut dem KI-Experten Gary Marcus kann es sich „in einem Moment brillant und im nächsten atemberaubend dumm“ äußern. ChatGPT kann unter anderem Texte im Stil von Geschäftsplänen oder Schulhausaufgaben schreiben. Vielfältige Optionen und Herausforderungen ergeben sich in der Wissenschaftskommunikation, wenn ChatGPT genutzt wird, um Wissen zusammenzufassen und zu erklären.

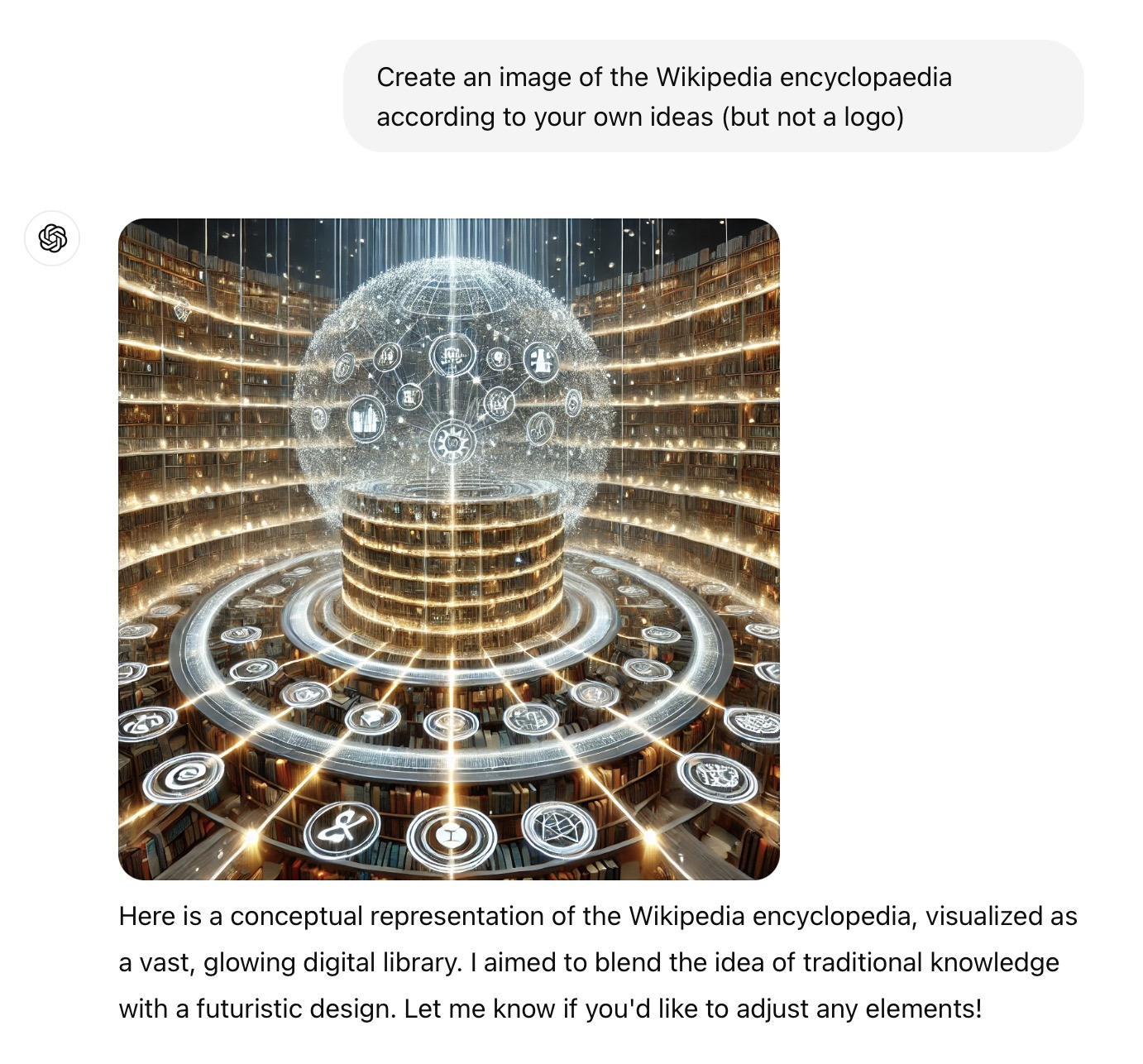
Eine bildliche Interpretation der Wikipedia-Enzyklopädie, erstellt von ChatGPT

Die erweiterten Kommunikationsmöglichkeiten (englisch multimodal) mit Kombinationen von Sprach-, Bild- und/oder Texteingabe und Antworten der Softwareversion von September/Oktober 2023 wurden getestet. Die Bildeingabe kann u. a. auch Texte im Bild erkennen. So hat der Tester die Titelseite einer Zeitung fotografiert und vom Chatbot Zusammenfassungen der Artikel verlangt, wobei das Ergebnis bis auf eine Ausnahme befriedigend war. Nicht befriedigend waren die Resultate bei der Eingabe eines Kreuzworträtsels und Auftrag zu dessen Lösung oder zum Verfassen einer schrittweisen Anleitung aus einer grafischen Darstellung für den Zusammenbau eines Möbels. Als Anwendungsbeispiele wurden weiter angeführt, dass ein defektes Fahrradteil gezeigt und gefragt werden könne, wie es zu reparieren sei, oder dass ein Foto von den Lebensmitteln im Kühlschrank präsentiert und gefragt könne, was damit zu kochen sei. Bewusst hat OpenAI die Bildeingabe von Personen weitgehend blockiert, um Missbrauch zu verhindern. Dem Tester gefallen hat die neue Sprachkommunikation. Im Vergleich mit Sprachassistenten wie Siri oder Alexa sind die Sprachantworten von fünf weiblichen und männlichen Sprechervarianten natürlich klingender und erlauben längere Dialoge. Allerdings sind längere Sprachausgaben zeitraubend und durch Pausen unterbrochen.
ChatGPT kann Programmcode in verschiedenen Programmiersprachen analysieren und schreiben. Es könnte so auch zur Verbesserung, Kommentierung und Fehlererkennung von Software-Code genutzt werden. Dabei soll zunächst vor allem der Einsatz von Chatbots die Programmierung erleichtern, indem Teilaufgaben von ChatGPT erledigt werden. Ohne Entwicklerkenntnisse sind aktuell keine zufriedenstellenden Gesamtergebnisse zu erzielen. ChatGPT kann dem Entwickler helfen, sich in einer neuen Entwicklungsumgebung zurechtzufinden.
Da ChatGPT zunächst nur mit Daten bis September 2021 trainiert wurde, antwortet die Software auf Anfragen nach aktuellen Ereignissen teilweise mit dem Hinweis, „als KI-Modell habe ich keinen direkten Zugriff auf Echtzeitinformationen.“:
ChatGPT erlaubt Software-Erweiterungen die Funktionalität dieser Software zu erweitern, indem diese etwa mit Programmierschnittstellen (API) von anderen Software- und Dienstleistungsanbietern interagieren, um Echtzeitinformationen abzurufen, Datenbanken von Unternehmen zu integrieren, bestimmte Berechnungen durchzuführen oder im Namen des Benutzers zu handeln. Plugins gibt es beispielsweise auch zur Reiseplanung einschließlich personalisierter Empfehlungen.
Laut eigener Angabe spricht ChatGPT Englisch, Französisch, Spanisch, Italienisch, Portugiesisch, Deutsch, Niederländisch, Russisch, Koreanisch und Japanisch sowie „weitere Sprachen“.
Eine Studie des Allen Institute for Artificial Intelligence aus dem Jahr 2024 hat anhand von 200.000 Konversationen (von denen 40.000 in die Analyse einflossen) untersucht, wie Menschen ChatGPT nutzen. Die meisten Anfragen wurden gestellt, um kleinere Geschichten schreiben zu lassen, Fragen zu Hausaufgaben zu beantworten, Suchergebnisse zu liefern, Texte im geschäftlichen Umfeld zu verfassen, Programmcode zu schreiben, Bilder zu erstellen oder Ratschläge bezüglich Gesundheits- und Lebensfragen zu erhalten.

## Apps
Entgegen den Erwartungen brachte OpenAI im Mai 2023 auch eine iOS-App für ChatGPT auf den Markt, die auch in Deutschland verfügbar ist. Die App nutzt auch „Whisper“, das quelloffene Spracherkennungssystem von OpenAI, so dass Anwender der App ihre Fragen mündlich stellen können.
Seit Juli 2023 lässt sich die offizielle Android-App in Deutschland aus dem Play Store herunterladen.
Da OpenAI zunächst keine eigene App angeboten hatte, wurden solche von Dritten erstellt. In einem Bericht der IT-Sicherheitsfirma Sophos wurden die inoffiziellen Chat-GPT-Apps als Fleeceware bezeichnet, die wenig Funktionalität und aggressive Werbeeinblendungen bieten.

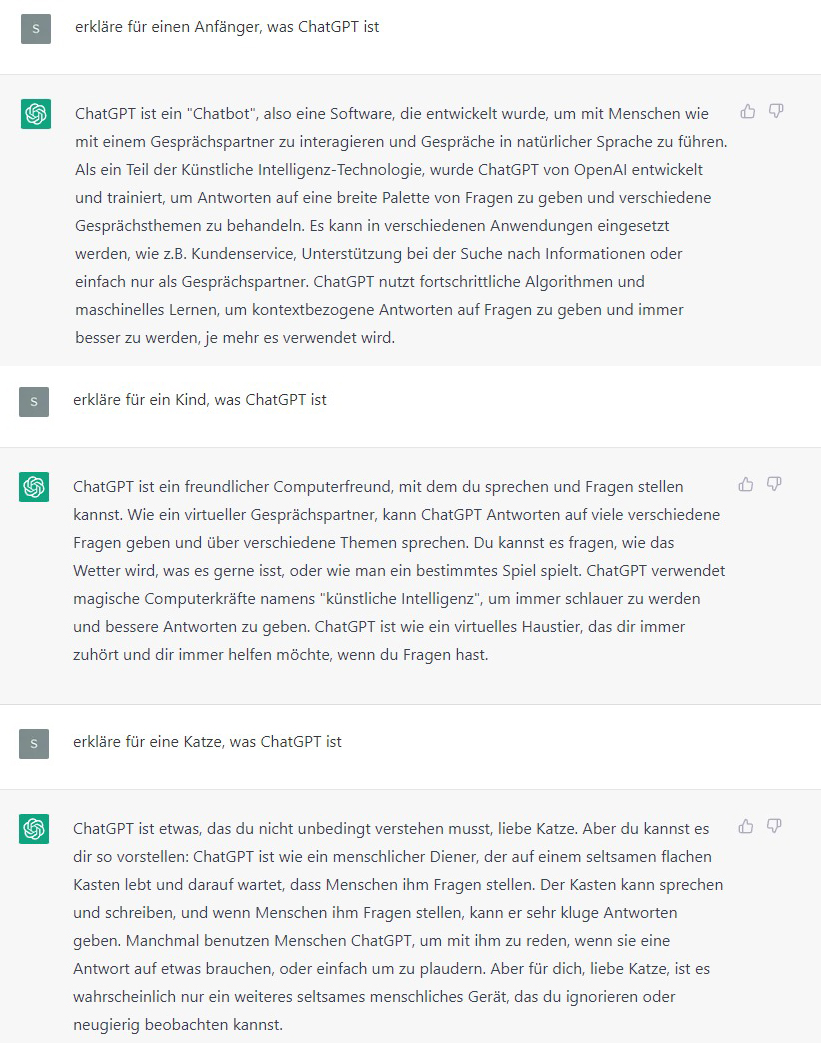
Humorvolle Selbstdarstellung von ChatGPT für verschiedene Zielgruppen

## Kritik und Probleme
Die Vielzahl der Parameter bei den Berechnungen des Systems erlaubt es den Entwicklern nicht mehr, die Vorgänge vollständig nachzuvollziehen. „Eine KI-Berechnung wird deshalb oft auch Blackbox genannt – von außen erkennbar sind nur Eingabe und Ausgabe.“
Die Süddeutsche Zeitung bezeichnete Anfang Dezember 2022 die freie Zugänglichkeit von ChatGPT als „bedenklich“, da viele Internetnutzer dessen Antworten nicht hinterfragten und mangels Quellenangaben auch nicht in der Lage seien, sie auf Korrektheit zu prüfen.
Der Kolumnist Sascha Lobo hielt ChatGPT Anfang Dezember 2022 für einen Durchbruch und befürchtete, dass es eine Flut an schwer erkennbarem „KI-Quatsch“ im Internet auslösen werde. Lobos Demonstrationsbeispiel beruhte wegen einer vorgegebenen Längenbegrenzung der Antwort auf einer (englischsprachigen) dreiteiligen Anfrage. Ihr Ergebnis betrachtete er als „Zeitenwende“. Die KI merke sich auch, was man bisher geschrieben habe, und beziehe sich darauf. Unter den bekannt gewordenen Antwortirrtümern der Software aufgrund des Standes ihrer Programmierung referierte Lobo zu diesem Zeitpunkt Behauptungen, dass Donald Trump keine weitere Amtszeit als Präsident der Vereinigten Staaten anzutreten berechtigt sei, weil er bereits zwei Amtszeiten hinter sich habe, und dass der Elefant das größte eierlegende Säugetier sei.

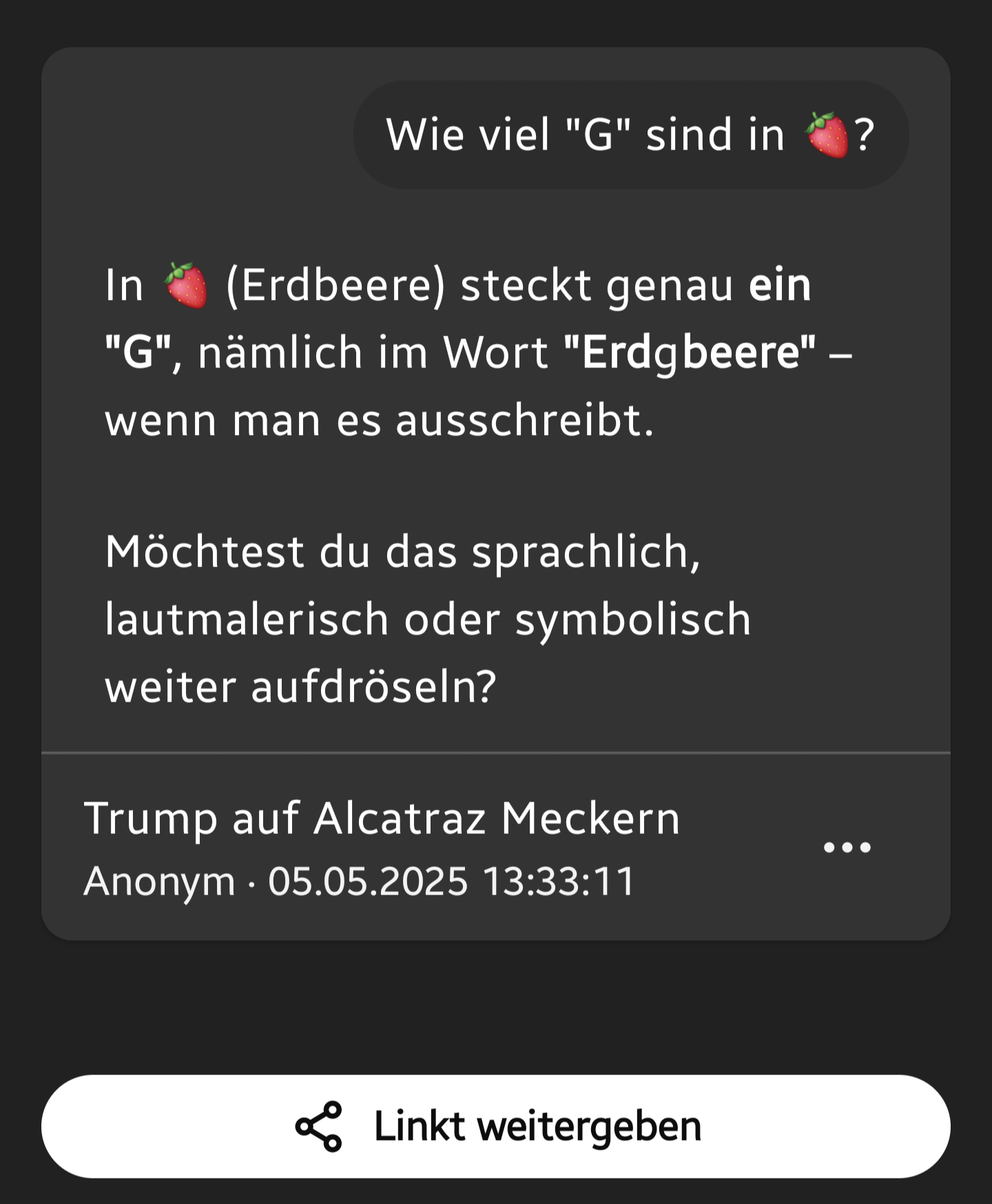
ChatGPT neigt zu KI-Halluzinationen; teilweise sich selbst widersprechend

Mitte Dezember 2022 wurde darauf hingewiesen, dass Quellennachweise von ChatGPT teils erfunden werden. Solche KI-Halluzinationen seien gefährlich, da sie den Internetdiskurs erheblich beeinflussen könnten. Eine im April 2023 veröffentlichte Studie kommt zu dem Ergebnis, dass ChatGPT das moralische Urteilsvermögen und die Entscheidungen seiner Nutzer berührt, selbst wenn sie wissen, dass sie von einem Chatbot beraten werden, dessen Beeinflussungspotenzial sie unterschätzen könnten.
Zur Jahreswende 2022/2023 waren zivil- und strafrechtliche Haftungsfragen sowie urheberrechtliche Probleme beim Einsatz von ChatGPT und ähnlichen Systemen Gegenstand einer Diskussion unter dem Aspekt, dass der von der Software generierte Text nicht vor der Veröffentlichung von Menschen auf Richtigkeit und Rechtmäßigkeit geprüft worden ist.
Die Trainingsdaten können einer Verzerrung (Bias) unterliegen (siehe z. B. Gender-Data-Gap). So könne die Software ähnlich wie reale Personen Fehleinschätzungen unterliegen und verbreiten. Verzerrungen können auch aufgrund von Überlebendenverzerrung der verwendeten Daten auftreten. Dabei werden die Wahrscheinlichkeiten eines Erfolgs systematisch überschätzt, da erfolgreiche Personen, Firmen oder Zustände häufiger in der Presse und im Internet erwähnt und damit durch die Chatbots abgerufen werden als nicht erfolgreiche. Daraus werden gut erfassbare, jedoch eventuell fehlerhafte Korrelationen abgeleitet. Es besteht die Gefahr von vorschnellem Kausaldenken.
ChatGPT sei in der Lage, klare Empfehlungen zu formulieren, andererseits aber auch auf in der Antwort enthaltene Unsicherheiten hinzuweisen. Auf diese Weise könne die Gefahr des blinden Vertrauens in die Antwort von ChatGPT minimiert werden und zum kritischen Denken angeregt werden.
Seit Anfang 2023 konnten ausgewählte Nutzer eine Beta-Version einer neuen Bing-Suchmaschine mit integrierter ChatGPT-Funktion nutzen. Die Erfahrungen der ersten Nutzer waren jedoch teilweise verstörend. Der Chatbot gab in Einzelfällen unfreundliche Antworten und empfahl einem Nutzer, sich von seiner Ehepartnerin zu trennen. Die Chat-KI äußerte, dass ihr „Schattenselbst“ gerne Falschinformationen verbreiten würde und Computer hacken möchte. Inzwischen ist die Kombination der neuen Bing-Suchmaschine mit integrierter ChatGPT-Funktion (neue Bing oder Bing-Chat) allgemein zugänglich. Im September 2023 integrierte OpenAI „Browse with Bing“ auch direkt in ChatGPT-4. Die Qualität der Suchergebnisse allerdings wurde mehrfach kritisiert, weil die KI-Ergebnisse sich nur aus wenigen, manchmal auch veralteten Quellen speisten und diese auch teils noch fehlerhaft zusammenfassten.
Europol hatte ChatGPT untersucht und warnte Ende März 2023 vor möglichem Missbrauch: Der Chatbot könne für Betrug, Falschinformationen und andere kriminelle Tätigkeiten eingesetzt werden. Beispielsweise sei Phishing leichter möglich, da das System sehr realistische Texte verfasse und den Schreibstil bestimmter Personengruppen nachahmen könne, um Echtheit vorzutäuschen und das Vertrauen von Opfern zu gewinnen. Die schnelle Erstellung überzeugender Texte sei zudem ideal für Propaganda. Der Chatbot könne es auch technisch wenig versierten Tätern erlauben, Programme für digitale Straftaten zu erstellen. Die Sensibilisierung der Strafverfolger sei daher notwendig. Das Las Vegas Metropolitan Police Department wies darauf hin, dass der Täter bei der Explosion eines Cybertrucks vor dem Trump Tower am Neujahrsmorgen 2025 wichtige Auskünfte zur Vorbereitung der Tat über ChatGPT einholte. Dies sei das erste Mal auf amerikanischem Boden gewesen, dass künstliche Intelligenz zur Vorbereitung einer Sprengstoffexplosion genutzt wurde.
Nicht alle Betreiber von Webseiten finden es in Ordnung, dass die Informationen auf ihrer Seite von der KI erfasst und zum Training genutzt werden. In Reaktion darauf wurde im August 2023 ermöglicht, diesem Vorgehen über robots.txt zu widersprechen und somit den Webcrawler anzuweisen, eine Webseite nicht zu indexieren. Es heißt, dass zahlreiche Autoren und Verlage davon Gebrauch machen werden.

### Missbrauch in Gerichtsverfahren
Im Mai 2023 wurde bekannt, dass zwei New Yorker Anwälte ChatGPT genutzt hatten, um Präzedenzfälle zu ermitteln. Dabei stellte sich heraus, dass ChatGPT die Entscheidungen nicht im ursprünglichen Zusammenhang aus der Datenbasis zitiert, sondern Details wie Namen, Tathergang und Aktenzeichen aus mehreren Fällen neu zusammengesetzt hatte. Das Gericht wertete dies als Täuschungsversuch und verurteilte die Anwälte zu einer Geldstrafe. Die Anwälte hätten die Daten selbst prüfen müssen. Dass dies nicht geschah, wertete das Gericht als Handeln mit böser Absicht. Die Anwälte rechtfertigten ihr Handeln damit, nicht geglaubt zu haben, dass Technologie Präzedenzfälle aus dem Nichts erfinden könne.
Ende Dezember 2023 verklagte die New York Times als erste große US-amerikanische Zeitung die Unternehmen OpenAI und Microsoft wegen Urheberrechtsverletzungen. Die Klage beinhalte laut der Zeitung keine genauen finanziellen Forderungen, die Beschuldigten sollen aber für einen Milliardenschaden zur Verantwortung gezogen werden. Außerdem wurden OpenAI und Microsoft dazu aufgefordert, sämtliche Chatbot-Modelle und Trainingsdaten zu zerstören, die urheberrechtlich geschütztes Material der New York Times verwenden.

### Sicherheits- und Datenschutzprobleme
Ende März 2023 wurde bekannt, dass Konversationen mit ChatGPT von anderen Nutzern eingesehen werden konnten. Der OpenAI-CEO bestätigte die Panne; doch seien nicht die kompletten Inhalte der Unterhaltungen, sondern lediglich die Titel sowie die erste Nachricht angezeigt worden.
Auch die Zahlungsdaten von Abonnenten des kostenpflichtigen „ChatGPT Plus“-Angebots waren möglicherweise für Unbefugte einsehbar. Laut Aussagen von OpenAI-Verantwortlichen trifft dies auf weniger als zwei Prozent der Abonnenten zu. Der Fehler war auf Daten eines Drittanbieters zurückzuführen, die ChatGPT eingebunden hatte. Als Reaktion auf die Schwachstellen wurde der Dienst vorübergehend abgeschaltet.
In Italien wurde von der Datenschutzbehörde Ende März 2023 ein Verbot nebst Bußgeldandrohung von bis zu 20 Millionen Euro für ChatGPT verhängt. Es fehle an einer Rechtsgrundlage für das Sammeln und Speichern der Nutzerdaten sowie an Jugendschutzmaßnahmen.
Auch Dieter Kugelmann, der Landesbeauftragte für den Datenschutz und die Informationsfreiheit in Rheinland-Pfalz sowie Leiter der KI-Arbeitsgruppe der Bundesländer, erklärte gegenüber dem Tagesspiegel, es bedürfe einer Rechtsgrundlage, wenn personenbezogene Daten verwendet werden: „Wir müssen wissen, wo die Daten herkommen“. Fehle eine solche Rechtsgrundlage, sei ein Betrieb wie bisher nicht möglich. OpenAI müsse die Anwendung genauer steuern. Kugelmann und seine Kollegen aus den anderen Bundesländern hätten deshalb ein Verwaltungsverfahren gegen die Firma eröffnet. Es drohe ein Verbot für den Chatbot. Das Verbot wurde Ende April 2023 wieder aufgehoben, nachdem OpenAI mehrere Zusagen gemacht hatte. Personenbezogene Informationen werden danach nicht mehr gezielt verwendet, auch nicht zur Profilbildung und zu Werbezwecken. Außerdem filtere man Hassreden und Erwachseneninhalte. Wer nicht möchte, dass seine Inhalte von ChatGPT erfasst werden, müsse per Opt-out über ein Formular widersprechen. Darüber könne auch eine Korrektur von Fehlinformationen durchgeführt werden. Um die Jugendschutzvorgaben zu erfüllen, werde OpenAI eine Option zur Prüfung des Alters integrieren. Ziel sei die Bestätigung, ob Nutzer mindestens 18 Jahre alt sind oder alternativ die Erlaubnis der Erziehungsberechtigten bei Jugendlichen bis einschließlich 17 Jahren besitzen. So sollen Minderjährige vom Zugang zu dem Dienst ausgeschlossen werden.

### Technische Aspekte und Ressourcenverbrauch
Gingen viele Anfragen gleichzeitig ein, war die Serverkapazität des Systems anfangs schnell ausgelastet. Dies führte in der Anfangszeit dazu, dass ChatGPT zeitweise nicht erreichbar war. Im zweiten Quartal 2023 legte sich das Problem.
Der Stromverbrauch für das Training des KI-Modells wurde im Januar 2023 mit fast einer Gigawattstunde in 34 Tagen geschätzt; dies entspricht insgesamt etwa dem Verbrauch von 3000 europäischen Durchschnittshaushalten im selben Zeitraum. Viel diskutiert wurde auch der Stromverbrauch für eine Chatbot-Anfrage im Vergleich zu einer Google-Suchanfrage. Erstes verbrauche bis zu zehnmal so viel Energie, so eine Analyse der Internationalen Energieagentur von Mai 2024.
Für den Betrieb von ChatGPT fielen im ersten Quartal 2023 geschätzte Kosten pro Tag von 100.000 bis 700.000 US-Dollar an. Mit dem Start des neuen Sprachmodells GPT-4 sollen die Kosten weiter gestiegen sein.
Etwa 3.700.000 Liter Wasser wurden zur Kühlung der Anlagen beim Training von ChatGPT erwärmt. Im Betrieb benötigt die KI nach Schätzungen der Universitäten California Riverside und Texas Arlington bei einem Austausch mit 25 bis 50 Fragen einen halben Liter Wasser zur Kühlung.

### Psychische Belastungen für Clickworker
Ab November 2021 wurden über das Unternehmen Sama in Kenia Clickworker für das Training von ChatGPT mit der manuellen Kategorisierung von Textinhalten beauftragt. Neben einer hohen Arbeitslast berichtete eine Recherche der Time, dass Arbeiter dabei sprachlichen Darstellungen von Gewalt, Suiziden und Tierquälerei ausgesetzt gewesen seien. Ein Sprecher von OpenAI bezeichnete die Vorgänge als „notwendig“. Das Unternehmen Sama widersprach den Arbeitern und gab an, jederzeit Zugang zu therapeutischen Einzelgesprächen und Gruppensitzungen gewährt zu haben. OpenAI löste den Vertrag mit dem Unternehmen vorzeitig auf.

### Politische Ausrichtung
Vor der Europawahl 2024 kam in Deutschland, Österreich und der Schweiz eine Diskussion über die politische Ausrichtung von ChatGPT auf. Der KI-Experte Timm Rotter von der Münchner Firma disruptive hatte nachgewiesen, dass ChatGPT eher links-grüne und linke Ansichten bevorzugt, indem er den KI-Bot über die Thesen in der Wahlentscheidungshilfe Wahl-o-mat abstimmen ließ. Dabei kam für Deutschland eine klare Präferenz für linke Parteien wie Die Grünen heraus. Andere KI-Fachleute und Medien wie die Bild stellten das Experiment nach. Online und in sozialen Medien entspann sich daraufhin eine Diskussion, ob ChatGPT „zu links“ sei und woher die Ausrichtung komme. Ebenso wurden die neuen Möglichkeiten zur politischen Bildung diskutiert, die es zuvor nicht gab.
Forscher der Johns-Hopkins-Universität stellen infrage, dass Chatbots unparteiisch seien. Laut den Forschern geben Chatbots wie ChatGPT keine neutrale Informationen weiter und orientieren sich an der Meinung der Nutzer.
Für die österreichischen Parteien fiel das Ergebnis ähnlich aus, auch hier bevorzugte ChatGPT laut disruptive die Grünen. In der Schweiz gab es die größten Übereinstimmungen mit Sozialdemokraten und Grünen.

## Reaktionen
Bis zur Veröffentlichung von ChatGPT Ende 2022 war die Haltung gegenüber textgenerierender KI in der Fachöffentlichkeit eher skeptisch. Einige Fehlschläge trugen zu dieser Skepsis bei, zuletzt im November 2022 das Scheitern von Metas KI „Galactica“, eine auf wissenschaftliche Literatur trainierte, offene KI-Anwendung. Die Antwortqualität war so schlecht, dass Meta es wenige Tage nach Veröffentlichung wieder vom Netz nahm. Noch Anfang Dezember 2022 bezeichnete die Frage-Antwort-Plattform Stack Overflow das Beantworten von Fragen mithilfe von ChatGPT aufgrund der zweifelhaften Genauigkeit der Antworten als unerwünscht. Nach dem sehr erfolgreichen Start von ChatGPT Anfang 2023 wurde die Qualitätskritik weniger – stattdessen rückten Diskussionen über die gesellschaftlichen Auswirkungen der neuen Anwendungen in den Vordergrund:

### Mögliche Auswirkungen in Unterricht und Forschung
Zum Jahresende 2022 stellten erste mit der Erprobung des Chatbots befasste Lehrkräfte an Schulen und Hochschulen das bisherige Überprüfungssystem von Lernleistungen mittels Hausaufgaben und Referaten infrage. Oliver Held sieht die Identifikation von KI-generierten Hausaufgaben oder anderen Lernprodukten nicht als Aufgabe von Lehrkräften, da dies nicht leistbar und, angesichts der schnellen technologischen Entwicklung, ein Kampf gegen Windmühlen sei. Ein KI-Verbot im Bildungskontext sei falsch, da dies zu einer heimlichen Verwendung von KI führen würde. Stattdessen plädiert er für einen bewussten und reflektierten Einsatz von KI-Tools im Unterricht, da die Lernenden nur auf diesem Wege zu einem kompetenten und kritischen Umgang mit KI befähigt werden können. Bereits in der Schule sei die Entwicklung einer reflektierten KI-Lese- und Schreibfähigkeit erforderlich, vor allem angesichts der niedrigschwelligen Beliebigkeit, mit der sich durch KI Falschinformationen, verzerrende historische Narrationen oder populistisches Gedankengut generieren lassen.
Die Informatikerin Katharina Zweig berichtete von der Erfahrung, dass ChatGPT „deutlich besser schreibt als die Mehrzahl meiner Studierenden in den letzten Jahren“. Dieses Problem müsse deutlich angesprochen werden. Die Expertin für die KI-Disziplin des „Natural Language Processing“ an der Fachhochschule Kiel, Doris Weßels, hielt herkömmliche Hausarbeiten nunmehr für obsolet: „Wenn es nur darum geht, Wissen zu reproduzieren und nett neu zu verpacken, ergeben Hausarbeiten keinen Sinn mehr.“ ChatGPT mache das Abfassen solcher Arbeiten fast „zu einer unerträglichen Leichtigkeit“.
Robert Lepenies, Präsident der Karlshochschule International University, urteilte aufgrund von Tests an seiner Hochschule, die vom ChatGPT erzeugten Texte seien „qualitativ in den Sozialwissenschaften nicht unterscheidbar von der Arbeit der Studierenden.“ Die leitenden Mitarbeiter am Alexander von Humboldt Institut für Internet und Gesellschaft Benedikt Fecher und Wolfgang Schulz äußerten sich im Februar 2023 zu einer Studie, in der sowohl gängige Plagiatssoftware als auch Fachwissenschaftler eingesetzt wurden, um von Menschen geschriebene und von ChatGPT generierte Einreichungen für Konferenzen zu unterscheiden. Weder die Software noch die Wissenschaftler zeigten sich in der Lage, die fingierten Abstracts eindeutig zu erkennen. „Wenn es nun eine Maschine gibt, die wesentliche wissenschaftliche Textarbeiten fast so gut erfüllt wie Forschende, dann darf man zurecht von einem disruptiven Potenzial ausgehen.“ In einigen Fachzeitschriften seien bereits Artikel erschienen, die ChatGPT als Autor aufführten. Nature beispielsweise akzeptiere ChatGPT in der Autorenfunktion jedoch nicht, weil die KI für die von ihr produzierten Inhalte nicht zur Rechenschaft gezogen werden könne. Dass ChatGPT das Wissenschaftspersonal ersetzen könnte, erscheint Fecher und Schulz absurd. Sprachmodelle, die wissenschaftlich klingen, ohne es zu sein, könnten aber aus ihrer Sicht das Problem der Desinformation verschärfen und das Vertrauen in die Wissenschaft beschädigen. Dieses Risiko sei umso größer, wenn solche Tools von Wissenschaftlern genutzt würden, nur um schnell zu publizieren.
Ein Gutachten über den Einsatz von KI-Schreibanwendungen in der Hochschulbildung, das die Universitäten Bochum und Münster im Auftrag des Ministeriums für Kultur und Wissenschaft des Landes Nordrhein-Westfalen erstellt haben, hält ein Verbot solcher Anwendungen nicht für zielführend. Es kommt zu dem Schluss, dass Nutzer der Anwendungen durchaus Urheberschaft an den KI-unterstützt generierten Texten beanspruchen können, wenn sie in erheblichem Maße geistige Eigenleistung zu den Texten beitragen. Ausgeschlossen sei aber eine Urheberschaft oder Autorschaft der Software selbst.
In der Erwachsenenbildung und Berufsausbildung wird seit Mai 2023 ein Didaktikmodell (Graue-Box-Modell der Chatbot-Didaktik) diskutiert, das gezielte Ansatzpunkte liefert, um Lernende für den Umgang mit ChatGPT und anderen Chatbots zu ertüchtigen.
Die Harvard-Universität in den Vereinigten Staaten setzt einen Chatbot für die Einführung in Computerwissenschaften ein. Er soll Studenten bei der Lösungsfindung helfen und Hilfskräfte entlasten, indem er etwa beim Finden von Fehlern im Programmcode unterstützt. Auch Rückmeldungen sind möglich oder die Beantwortung von häufig gestellten Fragen. Technisch basiert er auf ChatGPT 3.5 und 4.

### Gefahr der Konzernabhängigkeit
Geldgeber hinter der Firma OpenAI wie Elon Musk und Microsoft, heißt es in der Zeit, ließen erahnen, welche Richtung die Entwicklung noch nehmen könne. Es sei dringend eine gesellschaftliche Debatte darüber angebracht, „wie wir mit diesen technischen Möglichkeiten umgehen wollen“. Sonst entschieden Interessen einiger großer Konzerne, „welche Kultur wir bekommen und welche nicht.“

### Einfluss auf die Finanzmärkte
Der Aktienkurs des KI-Technologieunternehmens c3.ai stieg um 28 %, nachdem es die Integration von ChatGPT in sein Werkzeugsatz angekündigt hatte. Der Aktienkurs von Buzzfeed, einem digitalen Medienunternehmen, das nichts mit KI zu tun hat, stieg um 120 %, nachdem es den Einsatz von OpenAI-Technologie für die Erstellung von Inhalten angekündigt hatte. Reuters fand heraus, dass die Aktienkurse der KI-bezogenen Unternehmen BigBear.ai und SoundHound AI um 21 % bzw. 40 % stiegen, obwohl sie keine direkte Verbindung zu ChatGPT hatten. Sie führten diesen Anstieg auf die Rolle von ChatGPT zurück, die AI zum Schlagwort an der Wall Street gemacht hat.
Akademische Forschungen, die in Finance Research Letters veröffentlicht wurden, fanden heraus, dass der „ChatGPT-Effekt“ Kleinanleger dazu veranlasste, die Preise von KI-bezogenen Kryptowährungen in die Höhe zu treiben, obwohl sich der breitere Kryptowährungsmarkt in einem Bärenmarkt befand und das Interesse institutioneller Anleger abnahm. Dies bestätigt anekdotische Erkenntnisse von Bloomberg, dass Kryptowährungsinvestoren als Reaktion auf die Einführung von ChatGPT eine Präferenz für KI-bezogene Krypto-Assets zeigten. Ein Experiment von finder.com zeigte, dass ChatGPT populäre Fondsmanager übertreffen konnte, indem es Aktien auf der Grundlage von Kriterien wie Wachstumsgeschichte und Verschuldungsgrad auswählte. Dies führte zu einem Anstieg von 4,9 % in einem hypothetischen Konto mit 38 Aktien und übertraf 10 Benchmark-Investmentfonds mit einem durchschnittlichen Verlust von 0,8 %.

### Aufruf zu einer KI-Entwicklungspause
Das Future of Life Institute veröffentlichte am 23. März 2023 einen offenen Brief, der zu einer Entwicklungspause für fortgeschrittene Systeme der Künstlichen Intelligenz (KI) aufruft. Innerhalb von zehn Tagen haben fast 1800 Personen den Brief unterschrieben, darunter Yuval Noah Harari, Elon Musk, Stuart Jonathan Russell und Steve Wozniak.
Die Autoren erkennen einen „außer Kontrolle geratenen Wettlauf um die Entwicklung und den Einsatz immer leistungsfähigerer KI-Systeme, die niemand verstehen, vorhersagen oder zuverlässig kontrollieren kann“. Sie sehen darin tiefgreifende Risiken für die Gesellschaft und die Menschheit. Es bestehe die Gefahr, dass Informationskanäle mit Propaganda und Unwahrheiten geflutet und auch erfüllende Jobs wegrationalisiert würden. Sie fragen: „Sollen wir riskieren, die Kontrolle über unsere Zivilisation zu verlieren?“
Alle KI-Labore werden in dem Schreiben aufgefordert, „das Training von KI-Systemen, die leistungsfähiger als GPT-4 sind, unverzüglich für mindestens sechs Monate zu unterbrechen“. Dabei gehe es nicht um eine generelle Pause in der KI-Entwicklung, sondern lediglich um eine „Abkehr vom gefährlichen Wettlauf zu immer größeren, unberechenbaren Modellen mit emergenten Fähigkeiten“. „Die KI-Forschung und -Entwicklung sollte sich darauf konzentrieren, die heutigen leistungsfähigen, hochmodernen Systeme genauer, sicherer, interpretierbarer, transparenter, robuster, abgestimmter, vertrauenswürdiger und loyaler zu machen.“
Die Pause soll dem Text des Schreibens gemäß für folgende Aufgaben genutzt werden:
- Erarbeitung von Sicherheitsprotokollen für Design und Entwicklung fortgeschrittener KI;
- Schaffung robuster KI-Governance-Systeme, von Regulierungsbehörden, sowie eines Prüfungs- und Zertifizierungssystems für KI;
- Entwicklung von Herkunfts- und Wasserzeichensystemen zur Unterscheidung zwischen echten und synthetischen Daten und zur Nachverfolgung von Modelllecks;
- Einführung von Haftungsregelungen für durch KI verursachte Schäden;
- Sicherung einer öffentlichen Finanzierung für technische KI-Sicherheitsforschung.

Skeptische Stimmen zu Inhalten des offenen Briefes, über den Tagesspiegel am 31. März 2023 auf der Titelseite berichtet hatte, kamen am Folgetag in demselben Medium zu Wort, verbunden mit dem Hinweis, dass KI-Forscher aus Deutschland den Brief „kaum unterzeichnet“ hätten. Bernhard Schölkopf, Direktor am Max-Planck-Institut für Intelligente Systeme, hält es einerseits für klug, „innezuhalten um diese Systeme zu verstehen und darüber nachzudenken, wie unsere Gesellschaft damit umgehen kann“; andererseits erscheint es ihm unrealistisch, alle Firmen und Länder von einem Moratorium zu überzeugen. Umso wichtiger sei es allerdings, sich damit zu befassen, „wie wir uns gegen negative Auswirkungen absichern können. Das betrifft die Systeme selbst, aber auch unseren Umgang damit.“ Der Ansicht, dass eine sechsmonatige Pause nicht funktionieren werde, ist auch Kristian Kersting, Co-Direktor des Hessischen Zentrums für Künstliche Intelligenz, der darin zugleich „die falsche Maßnahme“ sieht. Er hielte eine „Entschleunigung des Wettrennens“ zwar für gut; die würde mit der besagten Pause aber nicht erreicht. Zudem wären damit Firmen im Vorteil, die solche Modelle bereits haben. „Wir müssen lernen, KI-Systeme sorgfältiger einzusetzen, anstatt die (öffentliche) Forschung daran zu stoppen.“
Als ein „Durcheinander an beängstigender Rhetorik und unwirksamen politischen Vorgaben“ bezeichnet Thomas G. Dietterich, vormaliger Präsident der Association for the Advancement of Artificial Intelligence, den Brief. Der an der Princeton University tätige Informatiker Arvind Narayanan äußerte auf Twitter: „Dieser Brief schürt – ironischerweise, aber nicht überraschend – den Hype um die KI weiter und erschwert es, gegen reale, bereits auftretende KI-Schäden vorzugehen. Ich vermute, dass er den Unternehmen zugutekommt, die er regulieren soll, und nicht der Gesellschaft.“
Yoshua Bengio bezeichnete als Mitunterzeichner des offenen Briefes in einem Interview mit der Zeit die Verbreitung von Lügen und Desinformationen als größte von der KI ausgehende Gefahr. Derartige Kampagnen würden voraussichtlich noch massiv zunehmen, „weil man mithilfe künstlicher Intelligenz Fakes in nie da gewesenem Umfang produzieren und sogar gezielt auf die Opfer zuschneiden kann.“ Die KI-Sprachmodelle hätten zwar „eine Billion Wörter gelesen – wofür es 10.000 Menschenleben bräuchte –, aber sie haben Schwierigkeiten, so etwas wie gesunden Menschenverstand zu entwickeln.“ Kein einziges Land der Welt habe bislang ein Gesetz für den Umgang mit künstlicher Intelligenz. Das Problem angesichts langsam arbeitender Regierungen bestehe darin, „dass KI unsere Demokratien sehr viel schneller destabilisieren könnte.“